# Juicio Arsenal Miguel de Azcuénaga y Jefatura de Policía de Tucumán
«Arsenal Miguel de Azcuénaga y Jefatura de Policía de Tucumán» es la denominación de una causa judicial por delitos de lesa humanidad cometidos en la provincia de Tucumán, Argentina, durante la dictadura militar autodenominada Proceso de Reorganización Nacional, instalada entre 1976 y 1983. En la misma se investigan los crímenes cometidos en los centros clandestinos de detención que funcionaron tanto en la ex Jefatura de Policía de Tucumán, la Escuelita de Famaillá, el ex Ingenio Nueva Baviera, la Escuela de Educación Física, la Brigada de Investigaciones, el Arsenal «Miguel de Azcuénaga», el llamado “El Reformatorio” y las bases de Caspinchango y Santa Lucía.

## Sentencia
El Tribunal Oral en lo Criminal Federal de Tucumán dictó el 13 de diciembre de 2013 la sentencia correspondiente a este proceso denominado “Arsenal Miguel de Azcuénaga y Jefatura de Policía de Tucumán s/ secuestros y desapariciones (Acumulación Exptes. A – 36/12, J – 18/12 y 145/09)”, Expte. A - 81/12, condenó a 34 procesados que revistaron en la Policía de Tucumán, Gendarmería Nacional y Ejército Argentino  y absolvió a otros 3.

## Delitos por los que condenó
El Tribunal consideró probados los siguientes delitos:    
- Asociación ilícita (art. 210 del CP);
- Violación de domicilio (art. 151 del CP)
- Privación ilegítima de libertad (art. 144 bis del C.P. según ley 14.616)
- Tormentos agravados (art. 144 ter primer y segundo párrafo, Ley 14.616)
- Violación sexual agravada por haber sido cometida con el concurso de dos o más personas (artículos 119 y 122 del Código Penal según ley 11.221)
- Abuso deshonesto (art. 127 del CP según ley 11.221 y 21.338)
- Violación sexual (art. 119 del CP según ley 11.221 y 21.338)
- Abuso deshonesto agravado por haber sido cometido con el concurso de dos o más personas (artículos 127 y 122 del C.P. según Ley 11.221)
- Torturas seguidas de muerte (artículo 144 ter tercer párrafo del C.P., Ley 14616)

## Condenas dictadas
El Tribunal condenó a los procesados Luis Orlando Varela, Roberto Heriberto Albornoz, Ricardo Oscar Sánchez y Luis Armando de Candido a prisión perpetua y a Marcelo Omar Godoy, Ernesto Rivero, Tomás Adolfo Güemes, Benito Palomo, Alberto Héctor Rafael Montes de Oca, José Carlos Sowinski, Ramón Alfredo Ojeda Fuente, Adolfo Ernesto Moore, Fernando Torres, Camilo Ángel Colotti, Augusto Leonardo Neme, Pedro Osvaldo Caballero, Ramón Ernesto Cooke, Hugo Enzo Soto, Juan Alberto Abraham, Rolando Reyes Quintana, Miguel Chuchuy Linares, Hugo Javier Figueroa, Oscar Humberto Gómez, Félix Insaurralde, Guillermo Agustín Ugarte, Antonio Esteban Vercellone, Ángel Custodio Moreno, Ariel Orlando Valdiviezo y Carlos Eduardo Trucco, Jorge Omar Lazarte; Mario Miguel D’ursi, Luis Edgardo Ocaranza, María Luisa Acosta de Barraza y Pedro Joaquín Pasteris, Guillermo Francisco López Guerrero, Ramón César Jodar y María Elena Guerra a distintas penas de prisión. En todos los casos agregó la pena de inhabilitación absoluta e impuso el pago de las costas.
Por otra parte, en los considerandos XLI,  XLII, XLIII y XLIV , absolvió a los procesados Celso Alberto Barraza, Luis Daniel de Urquiza, José Eloy Mijalchyk Y Juan Carlos Benedicto.

## Calificación de los hechos
El Tribunal encuadró los hechos por los que dictó condena en delitos de lesa humanidad pero rechazó que ellos encuadraran en el concepto de genocidio.
| Sentencia del Tribunal Oral         | Sentencia del Tribunal Oral                   | Sentencia del Tribunal Oral | Sentencia del Tribunal Oral |
| ----------------------------------- | --------------------------------------------- | --------------------------- | --------------------------- |
| Nombre                              | Condición                                     | Años de prisión             | Considerando                |
| Luis Orlando Varela                 | Capitán del Ejército                          | Perpetua                    | III                         |
| Roberto Heriberto Albornoz          | Inspector general de la Policía de Tucumán    | Perpetua                    | IV                          |
| Ricardo Oscar Sánchez               | Subcomisario de la Policía de Tucumán         | Perpetua                    | V                           |
| Luis Armando de Candido             | Oficial Ayudante de la Policía de Tucumán     | Perpetua                    | VI                          |
| Marcelo Omar Godoy                  | Cabo de la Gendarmería Nacional               | 18                          | VII                         |
| Ernesto Rivero                      | Primer Alférez de la Gendarmería Nacional     | 18                          | VIII                        |
| Tomás Adolfo Güemes                 | Segundo Comandante de la Gendarmería Nacional | 18                          | IX                          |
| Benito Palomo                       | Segundo Comandante de la Gendarmería Nacional | 18                          | X                           |
| Alberto Héctor Rafael Montes de Oca | Primer Alférez de la Gendarmería Nacional     | 18                          | XI                          |
| José Carlos Sowinski                | Alférez de la Gendarmería Nacional            | 17                          | XII                         |
| Ramón Alfredo Ojeda Fuente          | Capitán de Ingenieros del Ejército            | 20                          | XIV                         |
| Adolfo Ernesto Moore                | Teniente Primero del Ejército                 | 20                          | XV                          |
| Fernando Torres                     | Teniente Primero de Infantería del Ejército   | 16                          | XVI                         |
| Camilo Ángel Colotti                | Teniente Coronel del Ejército                 | 16                          | XVII                        |
| Augusto Leonardo Neme               | Mayor del Ejército                            | 16                          | XVIII                       |
| Pedro Osvaldo Caballero             | Mayor de Caballería del Ejército              | 15                          | XIX                         |
| Ramón Ernesto Cooke                 | Teniente Coronel del Ejército                 | 16                          | XX                          |
| Hugo Enzo Soto                      | Mayor de Infantería del Ejército              | 15                          | XXI                         |
| Juan Alberto Abraham                | Comisario de la Policía de Tucumán            | 16                          | XXII                        |
| Rolando Reyes Quintana              | Oficial Auxiliar de la Policía de Tucumán     | 16                          | XXIII                       |
| Hugo Javier Figueroa                | Oficial Subayudante de la Policía de Tucumán  | 16                          | XXIV                        |
| Oscar Humberto Gómez                | Comisario de la Policía de Tucumán            | 16                          | XXV                         |
| Félix Insaurralde                   | Cabo de la Policía de Tucumán                 | 16                          | XXVI                        |
| Antonio Esteban Vercellone          | Oficial Ayudante de la Policía de Tucumán     | 16                          | XXVII                       |
| Ángel Custodio Moreno               | Comisario de la Policía de Tucumán            | 16                          | XXVIII                      |
| Guillermo Agustín Ugarte            | Oficial Subayudante de la Policía de Tucumán  | 15                          | XXIX                        |
| Jorge Omar Lazarte                  | Teniente Primero de Infantería del Ejército   | 10                          | XXX                         |
| Ariel Orlando Valdiviezo            | Capitán del Ejército                          | 14                          | XXXI                        |
| Carlos Eduardo Trucco               | Teniente Primero del Ejército                 | 14                          | XXXII                       |
| Mario Miguel D’Ursi                 | Teniente Primero de Caballería del Ejército   | 12                          | XXXIII                      |
| Luis Edgardo Ocaranza               | Teniente del Ejército                         | 10                          | XXXIV                       |
| Miguel Chuchuy Linares              | Oficial Ayudante de la Policía de Tucumán     | 14                          | XXXV                        |
| María Luisa Acosta de Barraza       | Oficial Ayudante de la Policía de Tucumán     | 10                          | XXXVI                       |
| Pedro Joaquín Pasteris              | Agente de la Policía de Tucumán               | 10                          | XXXVII                      |
| Guillermo Francisco López Guerrero  | Personal Civil de Inteligencia del Ejército   | 4                           | XXXVIII                     |
| Ramón César Jodar                   | Subcomisario de la Policía de Tucumán         | 4                           | XXXIX                       |
| María Elena Guerra                  | Agente de la Policía de Tucumán               | 2                           | XL                          |